# Zwerkbal Door de Eeuwen Heen
Zwerkbal Door de Eeuwen Heen (Engels: Quidditch Through the Ages) is zowel een fictief boek, dat beschreven wordt in een van de Harry Potterboeken van de Britse auteur J.K. Rowling, als een echt boek van dezelfde auteur, gepubliceerd in 2001. In de wereld van Harry Potter is het boek geschreven door Kennilworthy Whisp, een zwerkbalexpert en uitgegeven door Uitgeverij De Leesuil in 1952.

## Inhoud van het boek
Het boek behandelt de geschiedenis van het Zwerkbalspel. Zo beschrijft het bijvoorbeeld de oudste vorm van bezemsteelwedstrijden, die dateert uit de tiende eeuw. Het ging om een bezemrace in Zweden met een afstand van vijfhonderd kilometer. Ook wordt in het boek een Gaëlisch lofdicht uit de elfde eeuw beschreven, waarin een (zeer gevaarlijke) voorloper van het Zwerkbal, Creathceann, werd beschreven. In de twaalfde eeuw werd het de sport om (als voorloper van de Gouden Snaai) te jagen op een vliegensvlug gouden vogeltje, de Gouden Smiecht. Verder ontstond het ambacht van het bezemsteel-maken. Vanaf dat moment verspreidde de bezemsteelsport zich snel. Uit een brief van de Noord-Engelse Diederik Knar blijkt dat het huidige Zwerkbalspel (in de twaalfde eeuw nog Zworckbal geheten) vanaf dat moment vorm aan is gaan nemen. In de dertiende eeuw verbood Helfrida Grons het jagen op de Smiecht, waarna Sijmen Hamerslag de Gouden Snaai uitvond. Toen ten slotte vanaf de zestiende eeuw metalen Beukers werden gebruikt in plaats van zware keien, was de grondslag voor het huidige Zwerkbalspel gelegd.
In de zeventiende eeuw werd een professionele Zwerkbalcompetitie opgezet in Groot-Brittannië. In de negentiende eeuw werden de laatste verbeteringen aan Slurk en doelpalen geïntroduceerd.

## Comic Relief-uitgave
De Britse charitatieve organisatie Comic Relief heeft Joanne Rowling gevraagd iets te doen voor het goede doel. Hierop besloot Rowling het boekje Zwerkbal Door de Eeuwen Heen daadwerkelijk te schrijven, met de naam van Kennilworthy Whisp (de schrijver van het boek in de tovenaarswereld) op de kaft. De opbrengsten van de verkoop van het boekje gaan naar Comic Relief.